# لژیون آرنا
لژیون آرنا(به انگلیسی: Legion Arena) یک بازی در سبک استراتژی همزمان است که داستان جنگ‌های روم باستان را نقل می‌کند.